# Wilga (gemeente)
De gemeente Wilga is een landgemeente in het Poolse woiwodschap Mazovië, in powiat Garwoliński.
De zetel van de gemeente is in Wilga.
Op 30 juni 2004 telde de gemeente 5305 inwoners.

## Oppervlakte gegevens
In 2002 bedroeg de totale oppervlakte van gemeente Wilga 119,13 km², waarvan:
- agrarisch gebied: 37%
- bossen: 42%

De gemeente beslaat 9,28% van de totale oppervlakte van de powiat.

## Demografie
Stand op 30 juni 2004:
| Omschrijving                   | Totaal | Totaal | Vrouwen | Vrouwen | Mannen | Mannen |
| ------------------------------ | ------ | ------ | ------- | ------- | ------ | ------ |
| eenheid                        | aantal | %      | aantal  | %       | aantal | %      |
| inwoners                       | 5305   | 100    | 2634    | 49,7    | 2671   | 50,3   |
| bevolkingsdichtheid (inw./km²) | 44,5   | 44,5   | 22,1    | 22,1    | 22,4   | 22,4   |

In 2002 bedroeg het gemiddelde inkomen per inwoner 1512,43 zł.

## Administratieve plaatsen (sołectwo)
Celejów, Cyganówka, Goźlin Górny, Goźlin Mały, Holendry, Mariańskie Porzecze, Nieciecz, Nowe Podole, Nowy Żabieniec, Ostrybór, Ruda Tarnowska, Skurcza, Stare Podole, Stary Żabieniec, Tarnów, Trzcianka, Uścieniec-Kolonia, Wicie, Wilga, Wólka Gruszczyńska, Zakrzew.

## Overige plaatsen
Borki Goźlińskie, Borowina, Brzezina, Damirów, Doły, Jaszczysko, Kaźmierów, Kępa Celejowska, Kępa Gruszczyńska, Kępa Podolska, Kępa Zalewska, Komisja, Malinówka, Naddawki, Olszak, Olszynka, Olszynki, Osiedle Wilga, Osuchów, Podgórze, Podgranica, Podklasztor, Podlesie, Polewicz, Przecinka, Stara Wieś, Stare Wicie, Tatarczysko, Ukraina, Wicie Wschodnie, Wicie-Górki, Wola Celejowska, Zalesie, Zarośle, Zarzecze.

## Aangrenzende gemeenten
Garwolin, Łaskarzew, Maciejowice, Magnuszew, Sobienie-Jeziory
- Gemeinsame Normdatei: 5039511-7